# Gotskalk van Kyren
Gotskalk van Kyren, född på 1200-talet, död på 1300-talet, var en svensk riddare.

## Biografi
Gotskalk van Kyren var son till Ivan van Kyren. Han nämns första gången 1293 och var 1312 riddare då hertig Erik Magnusson tar lån i Lübeck. van Kyren var en av hertigens män vid fredstraktaten i Helsingborg 1313. Han omnämns som död 1327.

### Egendom
van Kyren köpte gods på Själland av Filip Ulfsson (Ulv).

### Familj
van Kyren var gift och fick tillsammans med sin hustru barnen Botzlana (Gödelin) van Kyren som var gift med riksrådet, riddaren Filip Ulfsson (Ulv), och riddaren Eggard van Kyren.